# Roiville
Roiville ist eine französische Gemeinde mit 133 Einwohnern (Stand: 1. Januar 2022) im Département Orne in der Region Normandie. Sie gehört zum Kanton Vimoutiers und zum Arrondissement Mortagne-au-Perche.
Nachbargemeinden sind Camembert im Nordwesten, Guerquesalles im Norden, Ticheville im Nordosten, Sap-en-Auge im Osten, Neuville-sur-Touques im Südosten, Aubry-le-Panthou im Süden, Fresnay-le-Samson im Südwesten und Champosoult im Westen.

## Bevölkerungsentwicklung
| Jahr      | 1962 | 1968 | 1975 | 1982 | 1990 | 1999 | 2008 | 2015 |
| --------- | ---- | ---- | ---- | ---- | ---- | ---- | ---- | ---- |
| Einwohner | 190  | 143  | 163  | 147  | 132  | 121  | 122  | 132  |